# Mihaela Spatari
Mihaela Spatari (sau Spătaru; n. 28 septembrie 1989) este o specialistă în comunicare publică și politiciană din Republica Moldova, fost deputat (din decembrie 2014) în Parlamentul Republicii Moldova în fracțiunea Partidului Liberal Democrat din Moldova (PLDM). A făcut parte din comisia parlamentară pentru drepturile omului și relații interetnice.
Este prim-vicepreședintele Organizației Tineretului Liberal Democrat din Moldova, iar anterior, din 2008 a fost vicepreședinte al organizației.
La alegerile parlamentare din noiembrie 2014 a candidat la funcția de deputat de pe locul 20 în lista candidaților PLDM, obținând astfel mandatul de deputat în Parlamentul Republicii Moldova de legislatura a XX-a.